# جسم ارشمیدسی
در هندسه، جسم ارشمیدسی (انگلیسی: Archimedean solid) جسمی است که همه وجوه آن چندضلعی‌های منتظم اند هرچند همگی لزوماً از یک نوع نیستند و همه زوایای چندوجهی آن باهم برابرند. تعداد این جسم‌ها ۱۳ تاست.
این اجسام به نام ارشمیدس، که همهٔ آنها را تعریف کرد نامگذاری شده‌اند.

## فهرست
- چهاروجهی بریده‌شده
- مکعب بریده‌شده
- مکعب‌هشت‌وجهی بریده‌شده
- هشت‌وجهی بریده‌شده
- دوازده‌وجهی بریده‌شده
- بیست‌دوازده‌وجهی بریده‌شده
- بیست‌وجهی بریده‌شده
- مکعب‌هشت‌وجهی
- بیست‌دوازده‌وجهی
- لوزمکعب‌هشت‌وجهی
- لوزبیست‌دوازده‌وجهی
- مکعب اسناب
- دوازده‌وجهی اسناب